# Elli Smula
Elli Smula (Berlino, 10 ottobre 1914 – Ravensbrück, 8 luglio 1943) è stata una vittima tedesca del nazismo, deportata nel campo di concentramento di Ravensbrück a causa della sua omosessualità e morta in circostanze sconosciute. Da novembre 2015, una pietra d'inciampo a Berlino porta il suo nome.

## Biografia
Elli Smula era figlia illegittima della collaboratrice domestica Martha Smula. Ebbe un fratello, tre anni più grande di lei, mentre suo padre morì durante la prima guerra mondiale. Elli Smula non ebbe nessuna formazione ed era un semplice lavoratrice. Il 23 luglio 1940 fu assunta come conducente di tram alla Berliner Verkehrsgesellschaft (BVG); nel settembre del 1940 fu arrestata dalla Gestapo al suo posto di lavoro. Fu portata in prigione ad Alexanderplatz e interrogata più volte nella sede della Gestapo, prima di essere deportata nel campo di concentramento femminile di Ravensbrück il 30 novembre 1940.
Nei procedimenti del campo di concentramento di Ravensbrück, l'arresto venne motivato dal suo essere lesbica. Secondo sua madre Elli Smula è morta probabilmente nel campo di concentramento di Ravensbrück l'8 luglio 1943. Tuttavia, i motivi della sua morte sono sconosciuti; probabilmente è morta di fame o di una malattia causata dalle condizioni dolorose del campo. La sopravvissuta Martha van Och-Soboll (1910-2001), anch'essa detenuta a Ravensbrück, dichiarò dopo la guerra che Elli Smula sarebbe stata uccisa già nel 1942 da un'iniezione della dottoressa Herta Oberheuser.